# Ball de la filadora

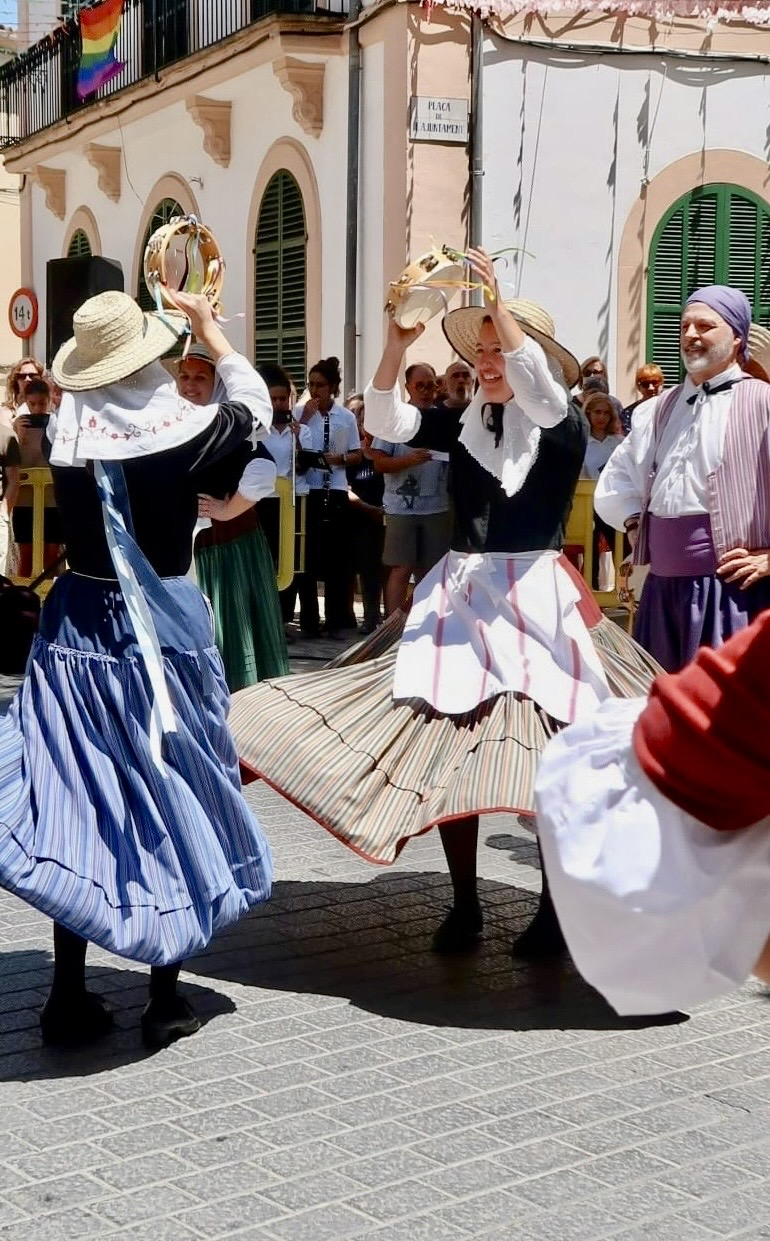
Representació del Ball de La Filadora a Esporles

El Ball de la filadora és una dansa tradicional que es representa a Esporles el dia de Sant Pere, el seu patró (29 de juny). El ball, inspirat en elements del ball de bot, simula els moviments dels telers que hi hagué a la vila durant el seu passat industrial. La música i la lletra d'aquest ball es consideren l'himne del poble d'Esporles, encara que no tenen el reconeixement oficial.

## Història
L'origen del Ball de la filadora es remunta a 1906, dins les festes de Sant Pere d'Esporles. El mestre de l'escola de nins del poble, Melcior Daviu, va organitzar una desfilada, a mode de retreta infantil. La comitiva estava formada, en primer lloc, per un nombrós grup de nins amb fanalets venecians; posteriorment hi anaven el grup de balladors, format per deu nins; després el cor infantil, juntament amb la banda de música i, finalment, una carrossa en la qual hi anaven tres filadores.
El músic Miquel Marquès va fer una composició per a l'ocasió que va titular com a l'Esporlerina Filadora. La música s'inspira en uns telers mecànics, muntats sobre raïls, que hi havia instal·lats a la fàbrica de Can Campos.
L'escriptor i sacerdot Llorenç Riber i Campins va escriure la lletra, que descriu de forma elogiosa el treball a les fàbriques tèxtils d'Esporles.
Amb el temps, la desfilada es va substituir per un ball. El maig de l'any 1939 a Esporles se celebrà una festa en honor a la victòria a la Guerra Civil del bàndol sublevat liderat pel General Francisco Franco. En aquella celebració, un grup folklòric dirigit per Joan Calafell ballà la Filadora d'Esporles.<
El Ball de la filadora va ser interpretat, cantat i ballat el dia de Sant Pere anualment durant moltes dècades del segle XX però als anys 80 va desaparèixer. L'Escola de Música i Dansa d'Esporles el va recuperar l'any 2013, després d'un treball de recerca històrica.

## Lletra[calcitació]
Treballadora vila

aixeca el noble front

quant surt el sol ja et troba

filant a bo i millor.

La font de la riquesa

És el treball honrós

Germans la feina és santa

És el tresor del mon.

El poble que fa feina

És poble venturós

Per ell no hi ha quimeres

Ni fàstig ni tristor.

En acabar la feina

És el repòs més dolç

La vila més xalesta

I més plaent l’amor.

Fila fila fila

Fila fila bé

Fila fila fila

Fila fila molt.

El poema del Ball de la Filadora de Llorenç Riber consta de 4 quartetes i una tornada. Al Ball es canta una versió acurçada amb dues sextetes i la tornada. Tal com segueix:
Treballadora vila

aixeca el noble front,

quan surt el sol ja es troba 

filant a bo i millor.

Filant, filant, filant, 

filant a bo i millor.

El poble que fa feina 

és poble venturós.

Germans la feina és santa 

i és el tresor del món.

Germans la feina és santa 

i és el tresor del món.

Fila, fila, fila, fila, fila bé.

Fila, fila, fila, fila, fila bé.

Fila, fila, fila, fila, fila, fila

Fila, fila, fila, fila, fila molt.